# Campo do Gerês
Campo do Gerês ist eine Gemeinde im Norden Portugals.
Campo do Gerês gehört zum Kreis Terras de Bouro im Distrikt Braga. Auf einer Fläche von 68,8 km² leben 149 Einwohner (Stand 19. April 2021).